# Persegres Gresik United
O Persegres Gresik United é um clube de futebol indonésio com sede em Gresik. A equipe compete no Campeonato Indonésio de Futebol.

## História
O clube foi fundado em 2005.